# Стайко Мурджев
Стайко Пламенов Мурджев е български театрален режисьор.

## Биография
Роден е на 9 май 1984 г. Учи при Юлия Огнянова и Емилия Ованесян в школата към Родопски драматичен театър „Николай Хайтов“ в Смолян. През 2009 г. завършва НАТФИЗ, специалност „Режисура за драматичен театър“ в класа на проф. Пламен Марков.
Режисьор в трупите на Драматичен театър - Пловдив, Театър „Българска армия“ в София и Драматичен театър „Стефан Киров“ в Сливен. Поставя в Театър 199 спектакъла „Най-бързият часовник във Вселената“ от Филип Ридли.
През 2010 г. печели „Икар“ за дебют за режисурата на представлението „Пухеният“ от Мартин Макдона.
През 2023 г. представлението „Дебело прасе“ по Нийл Лабют под режисурата на Стайко Мурджев на Младежки театър „Николай Бинев“ печели награда „Златен Кукерикон“.